# 奥莱什基市镇
奥莱什基市级市镇（烏克蘭語：Олешківська міська громада），是乌克兰赫尔松州赫尔松区的一个市镇，行政中心为奧莱什基。市镇面积为799.2平方公里，人口数量为38,313人（2020年）。

## 聚居点
该市镇包括一个城市（奧莱什基）、10个村庄（科扎奇拉海里、科斯托赫雷佐韋、克伦基、皮茲泰普內、皮夏尼夫卡、波德、拉登斯克、薩希、索隆齊、切爾布爾達）和2个乡村居民点（扎普拉瓦與皮德利斯內）。